# Racomitrium papeetense
Racomitrium papeetense là một loài Rêu trong họ Grimmiaceae. Loài này được Besch. mô tả khoa học đầu tiên năm 1894.